# Červenobílá, bojová síla

Logo SK Slavia Praha

Červenobílá, bojová síla je pokřik, který provolávají příznivci sportovců Slavie Praha po utkáních jako poděkování hráčům za jejich předvedený výkon. Jeho slova představuje vyjádření sounáležitosti fanoušků s klubem a to jak po vítězném zápase, tak také po prohraném. Posléze se pro pokřik vžilo označení děkovačka.

## Historie
Prvně jeho text, byť ne v konečné ustálené podobě, zazněl 29. října 2006 po utkání fotbalistů Slavie v Mladé Boleslavi, kde pražský tým zvítězil 3:1. Při svém prvním provedení obsahoval pokřik také slova „Smrt Spartě!“ Na videu, které tehdy vzniklo, je patrné, že tato slova vyřkli hráči Stanislav Vlček, Pavel Fořt a Radek Dosoudil, byť k tomu podle záznamu došlo v radostném rozpoložení z dosaženého výsledku. Vlček, jenž v té době dělal ve Slavii kapitána, byl za trest této funkce na rok zbaven a současně se Spartě museli hráči omluvit. Fandové na vzniklou situaci zareagovali úpravou textu pokřiku.
Když fotbalisté Slavie hráli během podzimu 2007 v Lize mistrů zápas na hřišti Arsenalu Londýn, který prohráli 0:7, shromáždili se po jeho konci před tribunou svých fanoušků a ti jim i přes porážku za jejich výkon poděkovali. Tento akt vzbudil pozornost i v zahraničních médiích.
Na přelomu let 2011 a 2012 trénoval fotbalisty Slavie František Straka, jenž předtím dával výrazně na odiv své sympatie vůči Spartě, za níž dříve hrál a také ji trénoval. Jeho angažmá nesli fanoušci nelibě, a když tehdy Slavia absolvovala utkání na stadionu Viktorie Žižkov, kde prohrála 0:1, odmítli hráči před tribunu svých fandů na děkovačku dorazit, neboť se jim nezamlouvala příznivá reakce fanoušků vůči někdejšímu hráči Slavie Davidu Kalivodovi po jeho vstřelení branky během utkání. Diváci ale svým aktem pouze ocenili skutečnost, že se Kalivoda po vstřelení gólu omlouval, neboť ve Slavii strávil třináct let své kariéry a své sympatie vůči klubu udržoval i nadále, ačkoliv už nebyl v jeho kádru. Děkovačky se tak po utkání na Viktorii Žižkov účastnil pouze Kalivoda.

## Podoba rituálu
Na začátku si hráči před tribunou s kotlem domácích fanoušků pokleknou nebo sednou na hrací plochu. Sednou si i diváci. Jeden z diváků či vybraný hráč začne odříkávat jednotlivé fráze ustáleného textu, které po něm ostatní fandové sborově opakují. Až při posledních třech slovech se diváci zvednou a začnou tleskat.
| „ | Červenobílá Bojová síla Slavie Praha Vždycky jsme s váma Po výhře Po prohře A proto – ať žije Slavie | “ |